# Dominik des Enffans d’Avernas
Dominik Reichsgraf des Enffans d’Avernas (* 1847; † 1924) war ein belgisch-österreichischer Adliger und Präsident des Katholischen Preßvereins in der Diözese Graz-Seckau.

## Familie
Er stammte aus der katholischen Familie des Enffans d’Avernas, eines Adelsgeschlechts aus dem einstigen Herzogtum Brabant mit Sitz in Ghyssegnies, Belgien.
Die Familie kam durch Einheirat und Dienst für die Habsburger nach Österreich und wurde 1805 in den Grafenstand des Heiligen Römischen Reiches als Grafen des Enffans und Herr zu Ghyssegnies erhoben, später Grafen des Enffans d’Avernas mit Sitz in der steirischen Herrschaft Schloss Neuschloss (Gemeinde Wundschuh) und Freibühel (Gemeinde Hengsberg).
Dominik stammte aus der Ehe von Karl Graf des Enffans d’Avernas und Marie Gräfin von Brandis aus einer alten Tiroler Adelsfamilie. Er war das Älteste von acht Kindern.

## Leben
Bereits im Alter von acht Jahren erbte Dominik vom verstorbenen Vater die Besitztümer in Belgien. Nach der Heirat mit seiner Cousine Anna kam er in den Besitz von Neuschloß und 1862 erbte er von seinem Großvater das Schloss Freibühel.
Er war seit 1888 Ehrenmitglied der katholischen Studentenverbindung KÖHV Carolina Graz im ÖCV.